# Литовченко, Сергей Сергеевич
Серге́й Сергее́вич Лито́вченко (укр. Сергій Сергійович Литовченко; род. 4 октября 1987, Харьков) — украинский футболист, вратарь.

## Биография
Воспитанник харьковского «Арсенала». 24 сентября 2005 года дебютировал во второй лиге выступлениям за «Арсенал», в составе которого провёл два сезона, после чего в июле 2007 года на правах аренды перешёл в другой харьковский клуб «Газовик-ХГД», в котором выступал до конца года, после чего вернулся в «Арсенал».
С лета 2009 года защищал цвета клуба «Феникс-Ильичёвец», в котором выступал до момента расформирования клуба в начале 2011 года. В феврале 2011 года на правах свободного агента подписал контракт с командой высшей лиги «Волынь», однако стал выступать лишь за молодёжную команду и в феврале 2012 года был передан до конца сезона в аренду в «Нефтяник», где быстро стал основным голкипером. Летом 2012 года вернулся в «Волынь», где стал дублёром Максима Старцева. 6 августа 2012 года Максим в матче чемпионата с донецким «Шахтёром» в результате травмы в перерыве был заменён на Литовченко, который благодаря этому дебютировал в матчах Премьер-лиги.
В сезоне 2012/13 выходил на поле в составе «Волыни» 15 раз (14 в чемпионате Украины и 1 раз в 1/16 Кубка Украины в матче против черкасского «Славутича»).
Покинул «Волынь» в январе 2015 года. В 2015 году подписал контракт с харьковским «Гелиосом», в котором провёл весеннюю часть второго круга в первой лиги и стал лучшим вратарём полугодия. После этого пригласили в донецкий «Олимпик», в котором провёл один сезон. В августе 2016 года подписал контракт с грузинской командой «Зугдиди». Затем выступал за тбилисское «Динамо». С января 2018 года — игрок азербайджанского «Кяпаза». После летом 2018 перешёл в одесский «Черноморец» на правах свободного агента.
Летом 2019 года вернулся в тбилисское «Динамо». Покинул команду в январе 2020 года не сыграв ни одного матча.